# L'Aquila Rugby 2009-2010
Nella stagione 2009-2010 L'Aquila Rugby ha disputato il campionato di Super 10 classificandosi all'ottavo posto. Ha disputato inoltre il torneo di Coppa Italia mancando l'accesso alle semifinali in virtù del terzo posto ottenuto nel girone di qualificazione.

## Partite disputate

### Super 10

#### Andata
- 11 settembre 2009 - L'Aquila - Viadana 22-20
- 19 settembre 2009 - GRAN Parma - L'Aquila 26-13
- 26 settembre 2009 - Petarca - L'Aquila 46-27
- 30 settembre 2009 - L'Aquila - I Cavalieri 20-29
- 4 ottobre 2009 - Veneziamestre - L'Aquila 26-48
- 24 ottobre 2009 - L'Aquila - Parma 22-19
- 31 ottobre 2009 - Rovigo – L'Aquila 12-10
- 29 novembre 2009 - L'Aquila - Rugby Roma 6-16
- 5 dicembre 2009 - Benetton Treviso - L'Aquila 37-19

#### Ritorno
- 6 gennaio 2010 - Viadana - L'Aquila 28-6
- 10 gennaio 2010 - L'Aquila - GRAN Rugby 28-12
- 27 marzo 2010 - L'Aquila - Petarca 20-18
- 3 aprile 2010 - I Cavalieri - L'Aquila 25-19
- 10 aprile 2010 - L'Aquila - Veneziamestre 24-22
- 17 aprile 2010 - Parma - L'Aquila 20-19
- 24 aprile 2010 - L'Aquila - Rovigo 0-20
- 1º maggio 2010 - Rugby Roma - L'Aquila 23-13
- 8 maggio 2010 - L'Aquila - Benetton Treviso 12-59

### Coppa Italia

#### Girone B
- 7 febbraio 2010 - Viadana - L'Aquila 43-5
- 14 febbraio 2010 - L'Aquila - Veneziamestre 17-16
- 28 febbraio 2010 - Petrarca - L'Aquila 27-34
- 7 marzo 2010 - L'Aquila - Rugby Roma 22-10